# Gminna pieśń Greków. Antologia
Gminna pieśń Greków. Antologia – zbiór nowożytnej ludowej poezji greckiej w wyborze, przekładzie i opracowaniu Małgorzaty Borowskiej, wydany jako drugi tom serii Arcydzieła Literatury Nowogreckiej nakładem Wydawnictwa DiG w 2004. W antologii zostały zaprezentowane utwory z cyklu akrytyckiego, towarzyszącego poematowi Bazyli Digenis Akritas, pieśni z cyklu historycznego i cyklu kleftyckiego, pieśni okolicznościowe, miłosne, weselne, świąteczne, kołysanki, dystychy gnomiczne, pieśni wygnańcze, treny i ballady. Publikacja została zadedykowana pamięci wybitnego znawcy i zasłużonego tłumacza literatury nowogreckiej Janusza Strasburgera. Tłumaczka zachowała wersyfikacyjną formę oryginałów, czyli tradycyjny jambiczny piętnastozgłoskowiec. O trudnościach w oddaniu rytmiki pierwowzoru napisała we wstępie.